# Rhinepeolus rufiventris
Rhinepeolus rufiventris är en biart som först beskrevs av Heinrich Friese 1908.  Rhinepeolus rufiventris ingår i släktet Rhinepeolus och familjen långtungebin. Inga underarter finns listade i Catalogue of Life.